# سويان كبير
السويان الكبير (الاسم العلمي:Cyanidium maximum) هو نوع من الطحالب الحمراء يتبع جنس السويان من فصيلة السويانات.